# John Maus
John Maus (nacido el 23 de febrero de 1980) es un músico y compositor avant-garde estadounidense. Teclista de Panda Bear y Ariel Pink, ha lanzado tres álbumes en solitario. Creció en Minnesota. Es conocido por sus samples eclécticos en sus composiciones, "una mezcla casi absurda - una puesta en escena entre tensión, post-punk conducido por bajo, un ruidoso electro-pop y, gracias a los cánticos y una entonación desoladora, disco Medieval y Gregoriano."

## Biografía
Maus nació en febrero de 1980 en Austin, Minnesota. Experimentando desde muy temprana edad, sus primeros trabajos estaban fuertemente influenciados por Nirvana y bandas sonoras de películas de los años 80. Posteriormente estudió música en el Instituto de las Artes de California. Como estudiante universitario se interesó por la música experimental, como la obra de Michael Pisaro, además de la Edad Media, Renacimiento y música barroca. Cuando entabló amistades y comenzó a trabajar con Ariel Pink, adquirió un mayor interés por la  música pop. Mientras continuaba haciendo música, Maus fue a estudiar filosofía a la European Graduate School en Saas Fee, Suiza, donde consiguió el máster. Fue premiado con el doctorado en filosofía política en la Universidad de Hawái, con Michael J. Shapiro como su asesor de tesis.

## Estilo

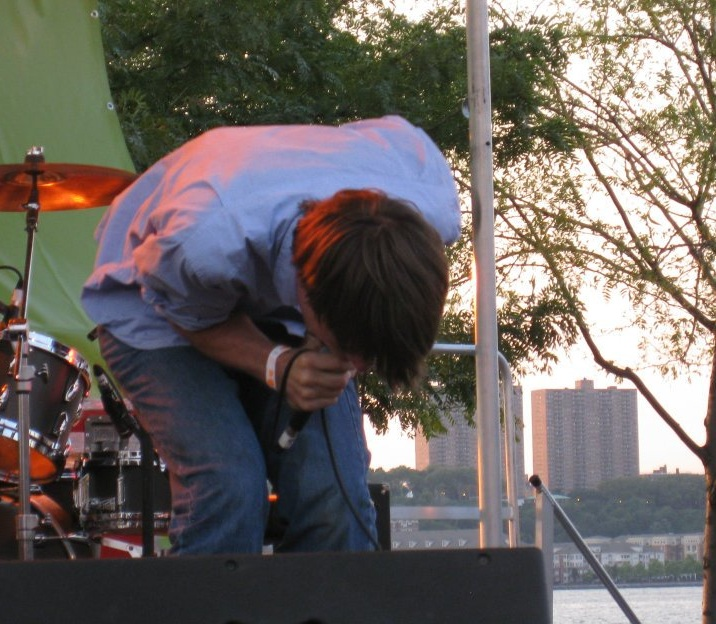
Maus actuando en 2012. Es conocido por sus actuaciones enérgicas. Analistas y críticos destacan su desinhibida personalidad. Suele saltar sobre el escenario, gritando, rompiéndose la ropa y golpeándose a sí mismo.

Maus es conocido por sus actuaciones enérgicas y la naturaleza intelectualmente avanzada de sus composiciones. Un análisis de una actuación en Londres de 2012 en The Guardian le calificaron como un "teórico furioso" en particular dando como título de uno de sus álbumes una cita de Alain Badiou ("We Must Become the Pitiless Censors of Ourselves"). El análisis también remarcó la naturaleza física de sus espectáculos, "paseándose solo por el escenario como un paciente que ha evadido a su cuidador, Maus salta, sacude la cabeza (head-bang), da lugar a una sucesión de feroces aullidos a la par que se tambalea, cantando sobre música grabada anteriormente en lo que él llama su show de karaoke"." En el análisis de Charles Ubaghs de 2012 para la BBC también señaló los tonos filosóficos de los trabajos de Maus: "... detrás de esos tonos retro existe un deseo de explorar las relaciones modernas con el pop, y su impacto en nuestra cada vez más extensa filosófica y cultural vida." En el análisis también remarcó la tendencia de Maus pro autorreferenciarse: "Empareja esto con letras como en The Fear con un franco "what's wrong with me?... cause i've tried everything...". Creo que es un retrato sincero de la mente siempre reflexiva de Maus."" Parecida a la anterior crítica, un análisis del 2011 de la BBC anotó que Maus era "tan profesional dentro del existencialismo como lo es con el synth-pop" y que "leer sus entrevistas puede hacer que tu córtex cerebral acabe totalmente confundido."

## Discografía

### Álbumes
- ca. 1999: Snowless Winters (autopublicado)
- 2000: Love Letters from Hell (autopublicado)
- 2003: I Want to Live (autopublicado)
- 2006: Songs (Upset the Rhythm)
- 2007: Love Is Real (Upset the Rhythm)
- 2011: We Must Become the Pitiless Censors of Ourselves (Upset the Rhythm)
- 2017: Screen Memories (Ribbon Music)
- 2018: Addendum (Ribbon Music)

### Compilaciones
- 2012: A Collection of Rarities and Previously Unreleased Material (Ribbon Music)

### Apariciones compilatorias
- 2006: From U.S. to I (Ballbearings Pinatas)
- 2006: The Human Ear Vol.1 (Human Ear Music)
- 2007: Mistletonia Xmas compilation (Mistletone)
- 2012: Rough Trade Shops: Counter Culture 11 (Rough Trade Records)

### Con Ariel Pink
- 1999: Underground (Vinyl International)
- 2002: Loverboy (Ballbearings Pinatas)